# Девоссер Михайло
Миха́йло Девоссе́р (нар. 21 липня 1895, с. Пізнанка (нині — Поділля Підволочиського району Тернопільської області) — пом. 15 квітня 1973, Торонто, Канада) — сотник УСС та УГА, інженер-агроном, педагог, громадський діяч української діаспори.

## Життєпис

«Капітула» — штаб — ордену «Лицарів Залізної Остроги». З «інсиґніями» — відзнаками — стоять: у центрі з булавою «великий комтур» ордену четар Іван Цяпка, ліворуч від нього меч тримає «малий комтур» — сотник Володимир Білозор, зі щитом — «окличник» поручник Михайло Девоссер, із кийком «обрядник» четар Лев Лепкий — «великий майстер церемоній». Фото зроблене 25 лютого 1917 року

1913 року закінчив Станіславівську гімназію.
У лавах УСС з 1914 року, інвалід — втратив око у весняній австрійській офензиві 1915 року на відтинку фронту Гузіїв — Болехів. По уздоровленні в лічниці, зі скляною протезою, не звільняється, а знову зголошується до УСС. Призначений у ранзі хорунжого інструктором новобранців у вишколі Коша.
1916 року, коли Вишкіл УСС стає на той час окремою фаховою одиницею, Девоссер переходить на службу туди. Займає пост добірного вишкільника-сотенного в почергових сотнях. Наприкінці 1918 року командував військовою частиною в боях за Львів.
У вересні 1919 року як поручник у Гайсині приймає команду над 600 добірними хлопцями-новобранцями, з яких створено осібний вишкільний курінь під його командою. Весною 1920 в часі перебування у ЧУГА вирішено гайсинців здемобілізувати, давши їм вільний вибір: або йти на захід з відділами Дієвої Армії, чи вертатися додому.
Після українсько-польської війни за національні переконання кількаразово був ув'язнений. Закінчив аграрні студії, вчителював у школах на польському Помор'ї, працював директором Господарського ліцею в Черниці (сучасний Стрийський район). 1944 року виїздить до Австрії, по тому — до Тунісу.
Від 1951 року перебував у Канаді, де був активним діячем в Українській стрілецькій громаді, Братстві УСС, інших українських об'єднаннях.
Помер 15 квітня 1973 в Торонто. 